# Clavesana
Clavesana é uma comuna italiana da região do Piemonte, província de Cuneo, com cerca de 868 (censimento 2001) habitantes. Estende-se por uma área de 17,5 km², tendo uma densidade populacional de 49,6 hab/km². Faz fronteira com Bastia Mondovì, Belvedere Langhe, Carrù, Cigliè, Farigliano, Marsaglia, Murazzano, Rocca Cigliè.

## Demografia
| Variação demográfica do município entre 1861 e 2011                               |
|                                                                                   |
| Fonte: Istituto Nazionale di Statistica (ISTAT) - Elaboração gráfica da Wikipedia |